# Meggen (Zwitserland)
Meggen is een gemeente en plaats in het Zwitserse kanton Luzern en maakte deel uit van het district Luzern tot op 1 januari 2008 de districten van Luzern werden afgeschaft. Meggen telt 7.771 inwoners.

## Overleden
- Helen Leumann (1943-2014), politica